# Werner von Alvensleben-Neugattersleben
Werner Ludwig Avo Graf von Alvensleben-Neugattersleben (Neugattersleben, 20 luglio 1840 – Neugattersleben, 19 febbraio 1929) è stato un politico prussiano.

## Biografia
Apparteneva ad un'antichissima famiglia prussiana risalente al X secolo e vantante politici, vescovi, generali, storiografi e storici, nonché un esempio di cavaliere templare. Come moltissimi membri della sua numerosa famiglia, intraprese la carriera militare in fanteria e studiò all'Accademia Militare di Breslavia, uscendone sottotenente di un reggimento della guardia.
Con questo grado partecipò a numerose battaglie della Guerra dello Schleswig e della Guerra franco-prussiana, salendo al grado di maggiore nel reggimento comandato dal kronprinz Federico, della riserva e di stanza a Berlino.
Grazie a numerose amicizie altolocate, tra le quali il politico Moritz Karl Henning von Blanckenburg, riuscì ad inserirsi nell'alta società berlinese divenendo amico personale di Federico III e avversario del conservatore Bismarck. Von Alvensleben fu autore di una scissione tra due rami della sua famiglia: egli prese il suo secondo cognome dalle sue terre di Neugattersleben e si scisse dal ramo originario, dando vita ad una propria dinastia opposta a quella originaria.
Grande amico di Federico, fu promosso colonnello ad honorem di un reggimento della guardia, e inoltre divenne membro del Senato di Prussia e del club aristocratico di Berlino, appoggiando le spinte liberali di von Caprivi ma anche la politica aggressiva del nuovo imperatore Guglielmo II di Prussia, che lo nominò presidente del Senato prussiano e poi reggente del voivodato di Poznań. Egli era stato inoltre nominato maresciallo di palazzo e gentiluomo di camera da Federico III e poi ricevette i titoli ereditari di castellano di Hohendorf e Hohenerxleben, nonché guardiano del bosco di Quedlinburg e rettore dell'abbazia di Quedlinburg. Perse tutti questi titoli con la caduta della monarchia, dopo la quale si ritirò dalla scena politica e andò a vivere nel suo unico possedimento di Neugattersleben. I suoi figli furono Werner von Alvensleben e Hans-Bodo von Alvensleben-Neugattersleben, politici e avversari del nazismo, e Gustav Kostantin von Alvensleben-Neugattersleben, console tedesco a San Francisco.